# Göran Klintberg
Göran Nils Klintberg, född 5 juli 1962 i Visby, är en svensk musiker och skådespelare.
Göran Klintberg är också verksam som rockmusiker. Han har släppt två album i eget namn, samt tidigare medverkat i grupperna Thirteen Moons, Zzzang Tumb samt Transmission.
Klintberg är utbildad sommelier och var åren 2006–2010 ordförande i Sommelierföreningen i Sverige.

## Rollista
- 1979 – Fjortonårslandet
- 1984 – Rosen
- 1985 – Mask of Murder
- 2000 – Mannen utan ögon